# Zjednoczenie Narodowe „Wszystko dla Łotwy!” – TB/LNNK
Zjednoczenie Narodowe „Wszystko dla Łotwy!” – „Ojczyźnie i Wolności/Łotewski Narodowy Ruch Niepodległości” (łot. Nacionālā apvienība „Visu Latvijai!” – „Tēvzemei un Brīvībai/LNNK”) – łotewska prawicowa partia polityczna powstała w lipcu 2011 ze zjednoczenia ugrupowań o profilu narodowym: „Wszystko dla Łotwy!” i „Dla Ojczyzny i Wolności/Łotewski Narodowy Ruch Niepodległości”. W Parlamencie Europejskim należy do grupy Europejskich Konserwatystów i Reformatorów. 

## Historia
Partia powstała na zjeździe zjednoczeniowym „Wszystko dla Łotwy!” oraz TB/LNNK w dniu 23 lipca 2011. Rok wcześniej, w wyborach parlamentarnych w 2010, oba ugrupowania współpracowały ze sobą, uzyskując wspólne przedstawicielstwo w Sejmie X kadencji. W wyborach do Sejmu XI kadencji Zjednoczenie Narodowe wystartowało już jako jednolita partia, uzyskując 127,2 tys. głosów, co dało 13,88% w skali kraju i 14 mandatów w Sejmie. Na listach zjednoczenia znaleźli się także kandydaci ruchu „Demokratyczni Patrioci”.
W wyniku negocjacji koalicyjnych Zjednoczenie Narodowe weszło w skład trzeciego gabinetu Valdisa Dombrovskisa, uzyskując dwa resorty: sprawiedliwości (Gaidis Bērziņš) i kultury (Žaneta Jaunzeme-Grende). Partia weszła także w skład pierwszego i drugiego rządu Laimdoty Straujumy. W wyborach parlamentarnych w 2014 narodowcy uzyskali 16,61% głosów oraz 17 mandatów w Sejmie XII kadencji. W wyborach w 2018 na narodowców głosowało 11,01% wyborców, co przełożyło się na 13 mandatów w Sejmie XIII kadencji. Od 2016 do 2019 partia była częścią koalicji tworzącej rząd Mārisa Kučinskisa. W styczniu 2019 weszła w skład gabinetu Artursa Krišjānisa Kariņša, delegując do niego dwóch ministrów.
Współprzewodniczącymi partią zostali Gaidis Bērziņš i Raivis Dzintars. 9 grudnia 2017 na jedynego przewodniczącego ugrupowania został wybrany Raivis Dzintars. W grudniu 2024 zastąpiła go w tej roli Ilze Indriksone. 
W wyniku wyborów w 2019 partia uzyskała 16,40% głosów oraz dwa mandaty poselskie do Parlamentu Europejskiego IX kadencji, które objęli Roberts Zīle i Dace Melbārde.
W wyborach 2022 partia uzyskała 9,29% głosów i 13 mandatów. Początkowo współtworzyła kolejny rząd Krišjānisa Kariņša, później znalazła się w opozycji wobec gabinetu Eviki Siliņi.